# Чембалська Єпархія

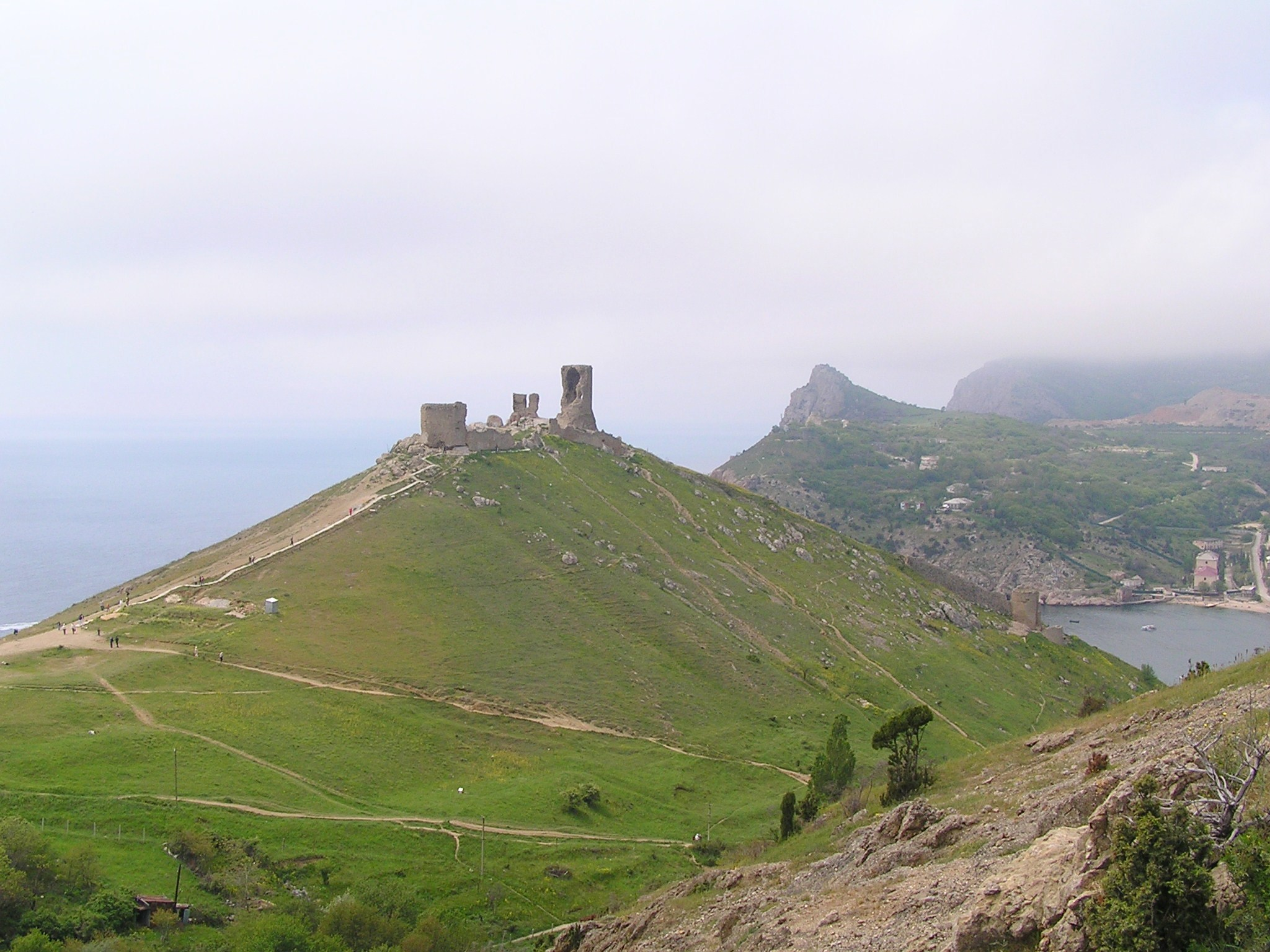
Залишки фортеці Чембало.

Чембалська Єпархія  (на лат.: Dioecesis Cimbaliensis seu Symbaliensis) — закрита кафедра Константинопольського патріархату та закрита титулярна кафедра католицької церкви.

## Історія
Чембало — це назва, яку генуезці дали своїй колонії Симболон (Συμβολον) у Криму, яку вони займали понад століття приблизно з 1357 року. Місто, яке візантійці називають Ямболі, отримало нинішню назву Балаклава, коли його завоювали турки в 1475 році.
Ще до приходу генуезців, завдяки місіонерським діям францисканців і домініканців, Чембало став процвітаючим католицьким центром; з 1320 р. францисканці мали тут монастир.
Одночасно із заснуванням колонії була зведена єпархія латинського обряду. Атрибуція церковної провінції, до якої він належить, є невизначеною; в Provinciales XIV століття вказується як суфраган Сарая (місто на Волзі) або Ханбалику (тобто Пекіна). З географічної точки зору ця остання ознака здається ненадійною; натомість безсумнівно, що в 1363 р. папа довірив листи про призначення єпископа Чембало митрополиту Сарайському Космі.
Через фінансові обмеження, в яких проживала єпархія, Управління Банка Святого георгія в Генуї зобов’язалося виділяти у своєму бюджеті щорічну комісію на потреби єпископів Чембало.
26 січня 1429 р. Папа Мартін V призначив нунцієм і апостольським збирачем фра-Ніколо да Тіволі, тобто відповідальним за збір прибутків, належних Святому Престолу в генуезьких колоніях і єпархіях Каффи, Хіоса, Мітилена, Чембало, Солдаї, Самастра і Пера.
Останній єпископ Алессандро Каффський потрапив у турецький полон, коли весь Крим опинився в їхніх руках у 1475 році. Після п'яти років ув'язнення йому вдалося повернутися до Італії, щоб померти в 1483 році.
Через кілька років єпархія була призначена як престол in partibus допоміжним єпископам; перший титулярний єпископ Джованні Вайльд був допоміжним помічником єпископа Камміна; всі інші були помічниками Пассау. Місце не призначалося з середини XVII століття.
Історична реконструкція єпископів Чембало не зрозуміла. Насправді, як в офіційних документах Святого Престолу, так і в історичній літературі, Престол і єпископів Чембальськихчасто плутають з Камбалієнським Престолом і єпископами, тобто єпископами Ханбалика, сьогоднішнього Пекіна.

## Хронотаксис

### Єпископи
- Нікколо † (? помер)
- Hermitage de Parpaiono, OFM † (20 листопада 1364 р. - ? )
- Джузеппе Вірменський † (26 травня 1386 р. - ? помер)
- Доменіко, OFM † (9 серпня 1403 р . - ? звільнився)
- Джузеппе † (? помер)
- Людовіко, OP † (15 грудня 1427 р. - ? померла)
- Бартоломео Капоні ді Пера, OFM † (15 квітня 1448 р. - помер близько 1462 р.)
- Алессандро ді Каффа, OFM † (1 грудня 1462 - 1483 помер)

### Титулярні єпископи
- Джованні Вайльд † (помер 12 березня 1495 — 17 грудня 1532) [3]
- Урбан Сагштеттер † (17 квітня 1553 — 3 липня 1556 призначений єпископом Гурка)
- Еразмо Пагендорфер † (помер 24 березня 1557 - 15 липня 1561)
- Мікеле Енгельмаєр † (померла 19 листопада 1561 - 13 липня 1568)
- Кріштіану Кріппер † (7 листопада 1570 - 12 листопада 1573 помер)
- Етторе Вегманн † (4 липня 1575 - 31 січня 1589 помер)
- Крістофоро Вайльгамер † (помер 9 жовтня 1589 — 22 травня 1596)
- Андреа Гофман † (помер 18 серпня 1597 — 24 травня 1604)
- Бьяджіо Ламбіч † (помер 24 листопада 1604 — 5 лютого 1608)
- Джованні Бреннер † (помер 10 грудня 1608 - 13 вересня 1629)

## Інші проекти
- Wikimedia Commons містить зображення чи інші файли Чембалська Єпархія

## Зовнішні посилання
- (англ.) La sede titolare його католицька ієрархія